# Teran (vin)
Teran (slovenska Kraški teran) är ett rött kvalitetsvin. Det produceras i området Karst från druvan Refosk. Tack vare karstjorden får det en specifik smak och i jämförelse med andra viner innehåller det en hög procent mjölksyra.
Vinet Terans hemtrakt ligger mellan Triestebukten och Vipavadalen som ligger 300 m över havet i ett kargare klimat samt med röd karstjord (italienska terra rossa, slovenska jerovica), rikt på silikater  och järn. Allt detta uttrycker sig i vinet Terans fyllighet, syrlighet och höga extrakt. Det är ett torrt vin av hög kvalitet med en karminröd färg som innehåller mycket mjölksyra och har låg alkoholhalt. Det utmärker sig också i sin tydliga fruktsmak, som påminner om hallon eller vinbär samt med sin höga extrakt, fyllighet och harmoni. Läkare rekommenderar vinet till patienter med för lite syra, blodbrist och till patienter på bättringsvägen. Syran har positiv inverkan på matsmältningsorganen. Vinet serveras till gourmetmåltider, grillkött, lufttorkad skinka, vilt och pikanta ostar.
Teran är ett vin som i regel inte låter sig åldras och är bäst att använda under året efter produktionsdatumet. På vissa ställen gör man teranlikör av vinet. 